# 环丙洛尔
环丙洛尔（研发代号：SL-75177）是一种含氮有机化合物，化学式C
18H
29NO
4，能作为β受体阻滞剂型抗高血压药。